# GNU Affero General Public License
GNU Affero General Public License или GNU AGPL — свободная лицензия, созданная специально для таких программ, как веб‐приложения, так что пользователи, использующие изменённую программу через сеть, могут получить её исходный код.
Разработана Фондом свободного программного обеспечения (Free Software Foundation) на основе GNU General Public License и Affero General Public License (Affero GPL).
GNU AGPLv3 утверждена организацией Open Source Initiative (OSI) как лицензия свободного программного обеспечения.
GNU AGPLv3 предоставляет разрешения на осуществление прав: создание, использование, воспроизведение, распространение, модификация.

## История

### Affero
Оригинальная Affero General Public License (AGPLv1, Affero GPL) была создана компанией Affero в 2002 году на основе GNU GPL версии 2, с одобрением Фонда свободного программного обеспечения.

### GNU
Следующая версия, GNU AGPLv3, была выпущена 19 ноября 2007 Фондом свободного ПО, и потому несовместима с Affero GPL v1, которая позволяет лишь перелицензирование под следующими версиями, выпущенными Affero Inc. В связи с этим Affero Inc. выпустила вторую версию Affero General Public License, состоящую лишь из разрешения использовать распространяемую под ней или Affero GPL v1 работу под GNU AGPLv3. Также FSF добавил в GPLv3 пункт, разрешающий перелицензирование работ, полученных под GPLv3, под GNU AGPLv3.